# Die schöne Wilhelmine
Pour plus de détails, voir Fiche technique et Distribution.
Die schöne Wilhelmine est une mini-série télévisée historique ouest-allemande réalisée par Rolf von Sydow, diffusée en 1984. C'est une adaptation du roman éponyme d'Ernst von Salomon. 

## Synopsis
Il s'agit de la vie de Wilhelmine Enke de Lichtenau et de sa relation avec le roi de Prusse, Frédéric-Guillaume II.

## Fiche technique
- Titre allemand original : Die schöne Wilhelmine
- Réalisation : Rolf von Sydow
- Scénario : Karl Wittlinger, d'après le roman éponyme d'Ernst von Salomon
- Musique : Günther Fischer
- Pays de production :  Allemagne de l'Ouest
- Genre : drame historique
- Durée :
- Première diffusion : 6-16 septembre 1984
- Chaîne : ZDF
- Langue originale : allemand
- Nombre d'épisodes : 4

## Distribution
- Anja Kruse : Wilhelmine
- Rainer Hunold : le Kronprinz, ensuite Frédéric-Guillaume II
- Andreas Seyferth : Hannes
- Herbert Stass : Frédéric II
- Johannes Heesters : Maréchal Keith
- Beatrice Richter : Luise
- Silvia Reize : Elisabeth
- Liesel Christ : Landgrave
- Hans-Werner Bussinger : Dr. Heim
- Raphael Wilczek : Matuschkyn
- Jean-Claude Brialy : Casanova
- Margit Geissler : Christiane
- Wolfgang Höper : Bischoffswerder
- Marie Versini : Mme Girard
- Ljuba Krbová : Minettchen